# Appel en droit français
 (février 2023).
 (février 2023).
- Si vous ne connaissez pas le sujet, laissez ce bandeau (vous pouvez alors contacter les auteurs).
- Si vous supprimez le contenu mis en cause (vous pouvez préalablement contacter les auteurs),

argumentez précisément cette suppression dans la page de discussion
(un manque de référence n'est pas un argument ; une recherche réelle de référence doit avoir été effectuée, être formellement documentée).
Pour un article plus général, voir Appel (droit).
L'appel est une voie de recours qui « tend à faire réformer ou annuler » un jugement rendu par une juridiction du premier degré.
Le juge d'appel est tenu de rejuger, « en fait et en droit », la décision qui lui est dévolue. Il peut infirmer la décision, partiellement ou complètement, ou la confirmer. Il peut aussi en changer les motifs, sans que le dispositif de la décision change nécessairement.
L'arrêt de la juridiction d'appel pourra éventuellement faire l'objet d'un pourvoi en cassation devant le juge de cassation  par les parties y ayant intérêt.

## Terminologie
L'appelant est la partie qui fait appel. L'intimé est la partie en position de défendeur à l'instance d'appel. L'intimé peut effectuer un appel incident si le jugement de première instance ne lui avait donné qu'une satisfaction partielle.
Dans certains litiges, des parties peuvent être tantôt appelantes, tantôt intimées, suivant les dispositions du jugement dont il est fait appel. On peut ainsi avoir en appel un appelant principal, intimé incident, opposé à un intimé principal, appelant incident.

## Rôle de cette voie de recours
L'appel est habituellement une « voie de réformation », c'est-à-dire que le juge d'appel va rejuger le fond de l'affaire, sur les points où il y a eu appel, et va pouvoir changer le jugement rendu en première instance.
Ce peut être aussi une « voie d'annulation », qui aboutit à un anéantissement pur et simple du jugement de première instance, dans des cas où la procédure suivie ou le jugement avaient été irréguliers. En ce cas, le juge d’appel rejuge généralement l'ensemble du litige (mais la procédure varie suivant les types de juridictions).
L'appel, du moins en matière de procédure civile, est parfois aussi considéré comme une « voie d'achèvement », où le juge d'appel tient compte de l'évolution éventuelle du litige depuis que le premier jugement est intervenu. Outre que la doctrine est divisée sur cette idée, qui s’oppose au principe d’immutabilité du litige entre les deux instances,,, la jurisprudence récente de la Cour de cassation est assez restrictive.

## Valeur du droit à un appel
Le droit à un double degré de juridiction est souvent considéré par le justiciable comme un droit absolu, ne souffrant aucune exception. Cependant, il convient de constater qu'un certain nombre de litiges sont jugés en dernier ressort, et donc sans appel possible. Il s'agit généralement de litiges considérés comme de moindre importance. C'est ainsi le cas devant la juridiction de proximité ou pour des affaires dont le taux de ressort est inférieur à un certain montant. Néanmoins, si l'on peut priver éventuellement certains types d'affaires d'un appel, on ne peut jamais priver le justiciable d'un recours en cassation (principe de l'ouverture du recours en cassation contre toute décision juridictionnelle de dernier ressort) .

### Sous l'angle constitutionnel
Certains ont pu tenter de trouver au principe du double degré de juridiction un fondement constitutionnel en l'incluant dans le concept plus large de « droits de la défense », en tant que principe fondamental reconnu par les lois de la République. En ce sens, la doctrine processualiste place depuis longtemps l'exercice des voies de recours dans les droits de la défense.
Pourtant, selon le Conseil constitutionnel français, le principe du double degré de juridiction n'a pas, en lui-même, valeur constitutionnelle.
Il est bien sûr à remarquer qu'il y a toujours eu des juridictions échappant à ce double degré, et qu'il n'aurait guère été opportun de bouleverser de larges parts du système juridictionnel français sur ce point, mais surtout que la possibilité d'appel, si elle est un instrument utile au bon fonctionnement de la justice, n'en est ni une condition nécessaire, ni une condition suffisante. La possibilité du recours en cassation, en revanche, a toujours été considérée comme plus fondamentale et plus essentielle aux justiciables.

### Sous l'angle des principes généraux du droit
À un autre niveau, le Conseil d'État a jugé que les procédures civiles ou administratives qui limitent la possibilité d'appel sont légales. Même s'il lui est arrivé parfois de parler d'un principe du double degré de juridiction, il n'en a jamais fait un principe général du droit. Ainsi, en matière de procédure civile ou de procédure administrative, qui relèvent du pouvoir réglementaire, ce dernier a une très large marge d'appréciation pour instituer ou non la possibilité d'appel. Pour la procédure pénale, le législateur est seul compétent selon l'article 34 de la Constitution.

### Sous l'angle des conventions internationales
Les stipulations de l'article 6 § 1 de la Convention européenne des droits de l'homme n'imposent pas l'institution d'un deuxième degré de juridiction, y compris en matière pénale, mais si un État établit de tels recours, les juridictions et les procédures de recours doivent respecter les exigences du procès équitable prévues par cette Convention.
En revanche, l'article no 2 du Protocole no 7 à la Convention européenne des droits de l'homme prévoit le droit à un double degré de juridiction dans toutes les affaires pénales (au sens de la CEDH, qui inclut le contentieux disciplinaire). Le système juridique français n'est cependant pas fautif sur ce point, car, ici, le double degré ne signifie pas nécessairement la mise en place d'une possibilité d'appel (celle du pourvoi en cassation suffit), et certaines exceptions sont prévues par le protocole lui-même .
Enfin, si le Comité des Ministres du Conseil de l'Europe préconise l'instauration de telles voies de recours, cette disposition n'est pas d'application directe.

## Juridictions d'appel

### Juridictions d'appel de l'ordre judiciaire
Les juridictions d’appel de droit commun de l'ordre judiciaire sont les cours d’appel. Mais certains appels sont jugés par d’autres juridictions.

#### Juridictions statuant au pénal et au civil
- Cour d'appel
- Tribunal supérieur d'appel (Saint-Pierre-et-Miquelon)

#### Juridictions criminelles statuant en appel
- Cour d'assises d'appel
- Tribunal aux armées
- Tribunal criminel (Saint-Pierre-et-Miquelon)

#### Juridiction civile spécialisée
Cour nationale de l'incapacité et de la tarification de l'assurance des accidents du travail

### Juridictions d'appel de l'ordre administratif
Les juridictions d’appel de droit commun de l'ordre administratif sont les cours administratives d’appel. Mais certains appels sont jugés par d’autres juridictions.
- Conseil d'État
- Cour administrative d'appel
- Cour des comptes
- Conseil national de l'enseignement supérieur et de la recherche
- Conseil supérieur de l'éducation
- Commission centrale d'aide sociale (1905-2018[19])

## Conditions d'exercice de l'appel

### En matière civile

#### Décisions susceptibles d'appel
En matière civile, la voie de l'appel est ouverte en toutes matières, même gracieuses, contre les jugements de première instance à moins qu'il n'en soit autrement disposé. Ce n'est que lorsqu'un texte en dispose autrement que le justiciable n'aura alors pas possibilité d'interjeter appel.
Le jugement doit de plus avoir été rendu en premier ressort, à défaut il ne peut faire l'objet que d'un pourvoi en cassation. Certaines juridictions, en effet, peuvent se prononcer en premier et dernier ressort en dessous d'un certain seuil (5000 €).
Les jugements qui tranchent dans leur dispositif une partie du principal et ordonnent une mesure d'instruction ou une mesure provisoire peuvent être immédiatement frappés d'appel comme les jugements qui tranchent tout le principal.
Il en est de même lorsque le jugement qui statue sur une exception de procédure, une fin de non-recevoir ou tout autre incident met fin à l'instance.
Les autres jugements ne peuvent être frappés d'appel indépendamment des jugements sur le fond, que dans les cas spécifiés par la loi.

#### Délais d'appel et formalités
Le délai d'appel qui est une voie ordinaire de recours est d'un mois en matière contentieuse et de quinze jours en matière gracieuse (article 538 du Code de procédure civile).
Le délai court à compter de la notification du jugement. Ce délai doit impérativement être respecté, afin que ne soit pas opposée une forclusion.
Une demande d'aide juridictionnelle n'interrompt pas les délais en matière juridique.
La déclaration d'appel doit être formée dans le mois suivant la notification du jugement, par un avocat inscrit dans le ressort de la Cour d'Appel. Cette déclaration ne comprend essentiellement que les identités de l'appelant, de l'intimé, et du jugement ou des parties du jugement contre lequel l'appel est relevé.
À la suite de cet acte, l'intimé sera sommé de se constituer un avocat.
L'avocat de l'appelant dispose d'un délai de trois mois pour déposer ses conclusions.
Enfin, dans un délai de trois mois après la notification des conclusions de l'appelant, l'avocat de l'intimé doit déposer ses conclusions au greffe.
Les parties lorsque la représentation est obligatoire doivent s'acquitter du paiement d'un timbre fiscal de 225 €, sous réserve du bénéfice de l'aide juridictionnelle. 

#### Parties

##### Appelant
Le droit d'appel appartient à toute partie qui y a intérêt, si elle n'y a pas renoncé.
En matière gracieuse, la voie de l'appel est également ouverte aux tiers auxquels le jugement a été notifié. En matière gracieuse, l'appel est recevable même en l'absence d'autres parties.
En matière contentieuse, l'appel ne peut être dirigé que contre ceux qui ont été parties en première instance. Tous ceux qui ont été parties peuvent être intimés.

##### Intimé appelant incident
L'appel peut être incidemment relevé par l'intimé tant contre l'appelant que contre les autres intimés. L'appel incident peut également émaner, sur l'appel principal ou incident qui le provoque, de toute personne, même non intimée, ayant été partie en première instance.
L'appel incident ou l'appel provoqué peut être formé en tout état de cause, alors même que celui qui l'interjetterait serait forclos pour agir à titre principal. Dans ce dernier cas, il ne sera toutefois pas reçu si l'appel principal n'est pas lui-même recevable.
La cour peut condamner à des dommages-intérêts ceux qui se seraient abstenus, dans une intention dilatoire, de former suffisamment tôt leur appel incident ou provoqué.
L'appel incident ou l'appel provoqué est formé de la même manière que le sont les demandes incidentes, c'est-à-dire par voie de conclusions.

##### Intervenant en cause d'appel
Peuvent intervenir en cause d'appel dès lors qu'elles y ont intérêt les personnes qui n'ont été ni parties ni représentées en première instance ou qui y ont figuré en une autre qualité.
Ces mêmes personnes peuvent être appelées devant la cour, même aux fins de condamnation, quand l'évolution du litige implique leur mise en cause.

##### Appel abusif (article 559 du Code de procédure civile)
En cas d'appel principal dilatoire ou abusif, l'appelant peut être condamné à une amende civile d'un maximum de 3 000 €, sans préjudice des dommages-intérêts qui lui seraient réclamés.
Cette amende, perçue séparément des droits d'enregistrement de la décision qui l'a prononcée, ne peut être réclamée aux intimés. Ceux-ci peuvent obtenir une expédition de la décision revêtue de la formule exécutoire sans que le non-paiement de l'amende puisse y faire obstacle.
Le juge d'appel peut condamner à des dommages-intérêts celui qui forme un appel principal après s'être abstenu, sans motif légitime, de comparaître en première instance.

### En matière pénale

#### Décisions susceptibles d'appel
Peuvent être attaqués par la voie de l'appel :
- Les arrêts de condamnation rendus par la cour d'assises en premier ressort depuis le 1er janvier 2001[27] ;
- les jugements rendus par les tribunaux correctionnels ;
- les jugements rendus par les tribunaux de police lorsque l'amende encourue est celle prévue pour les contraventions de la cinquième classe, lorsqu'a été prononcée la peine prévue par le 1º de l'article 131-16 du code pénal français, ou lorsque la peine d'amende prononcée est supérieure au maximum de l'amende encourue pour les contraventions de la deuxième classe.

#### Délai d'appel
En règle générale, le délai d'appel est de dix jours à compter du prononcé du jugement ou de l'arrêt de condamnation Cf. Article 498 du Code de procédure pénale .

#### Parties
- En matière criminelle, la faculté d'appeler appartient à l'accusé, au ministère public, à la personne civilement responsable (quant à ses intérêts civils), à la partie civile (quant à ses intérêts civils), aux administrations publiques, dans les cas où celles-ci exercent l'action publique. Le procureur général peut également faire appel principal des arrêts d'acquittement.
- En matière correctionnelle, la faculté d'appeler appartient au prévenu, à la personne civilement responsable quant aux intérêts civils seulement, à la partie civile quant à ses intérêts civils seulement, au procureur de la République, aux administrations publiques, dans les cas où celles-ci exercent l'action publique, au procureur général près la cour d'appel.
- En matière contraventionnelle, lorsque l'appel est possible, la faculté d'appeler appartient au prévenu, à la personne civilement responsable, au procureur de la République, au procureur général, à l'officier du ministère public près le tribunal de police et la juridiction de proximité.

### En matière administrative

#### Décisions des tribunaux administratifs susceptibles d'appel
Toute partie présente dans une instance devant le tribunal administratif peut normalement interjeter appel contre les décisions juridictionnelles rendues dans cette instance.
Cependant les décisions du tribunal administratif sont rendues en premier et dernier ressort dans un certain nombre de litiges considérés comme de plus faible importance (art. R. 811-1 et R. 222-13 du code de justice administrative). Ces décisions ne sont alors susceptibles que d'un pourvoi en cassation.
Ce sont les décisions portant :
1º Sur les litiges relatifs aux déclarations de travaux exemptés de permis de construire ;
2º Sur les litiges relatifs à la situation individuelle des fonctionnaires ou agents de l'État et des autres personnes ou collectivités publiques, ainsi que des agents ou employés de la Banque de France, à l'exception de ceux concernant l'entrée au service, la discipline et la sortie du service, ou de ceux comportant des conclusions tendant au versement ou à la décharge de sommes d'un montant supérieur à 10 000 euros (art. R. 222-14 et R. 222-15 du CJA) ;
3º Sur les litiges en matière de pensions, d'aide personnalisée au logement, de communication de documents administratifs, de service national, à l'exception de ceux comportant des conclusions tendant au versement ou à la décharge de sommes d'un montant supérieur à 10 000 euros (art. R. 222-14 et R. 222-15 du CJA) ;
4º Sur les litiges relatifs à la redevance audiovisuelle ;
5º Sur les recours relatifs aux taxes syndicales et aux impôts locaux autres que la taxe professionnelle ;
6º Sur la mise en œuvre de la responsabilité de l'État pour refus opposé à une demande de concours de la force publique pour exécuter une décision de justice ;
7º Sur les actions indemnitaires, lorsque le montant des indemnités demandées est inférieur à 10 000 euros (art. R. 222-14 et R. 222-15 du CJA) ;
8º Sur les requêtes contestant les décisions prises en matière fiscale sur des demandes de remise gracieuse ;
9º Sur les litiges relatifs aux bâtiments menaçant ruine ;
10° Sur les litiges relatifs aux permis de conduire.
De même, les décisions de référé rendues en application des articles L. 521-1 (référé suspension), L. 521-3 (référé conservatoire), L. 521-4 et L. 522-3 du code de justice administrative sont rendues en dernier ressort. Ces décisions ne sont également susceptibles que d'un pourvoi en cassation.
En matière fiscale, à l'égard des mesures conservatoires prises par le comptable à défaut de constitution par le contribuable de garanties suffisantes, l'appel contre les décisions du juge des référés fiscaux (qui est un magistrat du tribunal administratif), est porté devant le tribunal administratif (art. L552-2 CJA et L279 LPF).

#### Décisions des juridictions administratives spécialisées
Les décisions des  juridictions administratives spécialisées sont susceptibles d’appel si un texte le prévoit. Sinon, rendues en dernier ressort, elles ne peuvent faire l’objet que d'un pourvoi en cassation.

#### Cas de la compétence directe du Conseil d'État
Dans les cas où les litiges sont de la compétence directe du Conseil d'État, les décisions de ce dernier sont rendues en premier et dernier ressort, et ne sont susceptibles ni d'appel, ni de cassation.

#### Délai et conditions d'appel
Le délai d'appel est ordinairement de deux mois à partir de la date de notification du jugement de première instance. Il peut être plus court dans certains cas.
Les parties ne peuvent demander l’annulation ou la réformation du jugement que dans la mesure où les décisions prises (le dispositif du jugement) n’ont pas donné satisfaction à leurs conclusions de première instance.
La requête d’appel doit comporter la copie du jugement attaqué, les moyens dirigés contre lui, les conclusions du requérant. Le ministère d’un avocat est généralement obligatoire.

## Effets de l'appel

### En matière civile
L'appel tend à faire réformer ou annuler par la cour d'appel un jugement rendu par une juridiction du premier degré.
- L'effet dévolutif

L'appel remet la chose jugée en question devant la juridiction d'appel pour qu'il soit à nouveau statué en fait et en droit.
L'appel ne défère à la cour que la connaissance des chefs de jugement qu'il critique expressément ou implicitement et de ceux qui en dépendent.
La dévolution s'opère pour le tout lorsque l'appel n'est pas limité à certains chefs, lorsqu'il tend à l'annulation du jugement ou si l'objet du litige est indivisible.
- L'effet suspensif

Pendant le délai  d'appel et une fois celui-ci interjeté, le jugement en premier ressort ne peut être exécuté sauf à ce qu'il soit revêtu de l'exécution provisoire, de droit, ou ordonnée.
- Les demandes nouvelles en cause d'appel

Pour justifier en appel les prétentions qu'elles avaient soumises au premier juge, les parties peuvent invoquer des moyens nouveaux, produire de nouvelles pièces ou proposer de nouvelles preuves.
Les parties ne peuvent soumettre à la cour de nouvelles prétentions si ce n'est pour opposer compensation, faire écarter les prétentions adverses ou faire juger les questions nées de l'intervention d'un tiers, ou de la survenance ou de la révélation d'un fait.
Les prétentions ne sont pas nouvelles dès lors qu'elles tendent aux mêmes fins que celles soumises au premier juge même si leur fondement juridique est différent.
Les parties peuvent aussi expliciter les prétentions qui étaient virtuellement comprises dans les demandes et défenses soumises au premier juge et ajouter à celles-ci toutes les demandes qui en sont l'accessoire, la conséquence ou le complément.
Les demandes reconventionnelles sont également recevables en appel.
- L'évocation

Lorsque la cour d'appel est saisie d'un jugement qui a ordonné une mesure d'instruction, ou d'un jugement qui statuant sur une exception de procédure, a mis fin à l'instance, elle peut évoquer les points non jugés si elle estime de bonne justice de donner à l'affaire une solution définitive, après avoir ordonné elle-même, le cas échéant, une mesure d'instruction.

### En matière pénale
L'appel tend à faire réformer ou annuler par la juridiction d'appel un jugement rendu par une juridiction du premier degré.
- L'effet dévolutif

L'appel remet la chose jugée en question devant la juridiction d'appel pour qu'il soit à nouveau statué en fait et en droit dans les limites de l’appel. La juridiction d'appel ne peut connaître de faits ne figurant pas dans la citation introductive d’instance.
Cet effet est limité par l’étendue de la saisine des premiers juges, par les termes de l’acte d’appel et par la qualité de celui ou ceux qui interjettent appel .
Ainsi, lorsque seule une partie civile interjette appel, la juridiction d’appel n’est saisie que des intérêts civils et ne peut revenir sur un acquittement prononcé au pénal.
À l'inverse, en cas d'appel limité aux dispositions pénales par le ministère public ou le prévenu, la juridiction d’appel ne peut augmenter les réparations civiles 
.
Enfin, si un prévenu fait appel, le ministère public le fait généralement aussi. Dans le cas contraire, les peines ne peuvent pas être augmentées.
- L'effet suspensif

L’appel, et avant lui le délai donné par la loi pour faire appel, produisent un effet suspensif. Il est fait obstacle à ce que le jugement entrepris puisse être mis à exécution, même si le maintien en détention provisoire du prévenu est possible.

### En matière administrative
L'appel tend également à faire réformer ou annuler par le juge d'appel un jugement rendu en première instance.
- En cas d’annulation : l'évocation ou le renvoi

Lorsqu’une partie soutient valablement que le jugement de première instance est entaché d’une irrégularité externe (procédure ou instruction irrégulières, violation du principe du contradictoire, composition irrégulière de la juridiction, motivation insuffisante ou contradictoire du jugement, erreur sur la recevabilité de la requête, etc.), le jugement sera annulé en appel. La juridiction d’appel est alors en droit, soit de renvoyer le litige devant une juridiction du premier degré (c’est rare), soit d’évoquer, du moins si au moins une partie a conclu en ce sens (c’est le plus courant) : le litige est alors jugé au fond, avec examen de tous les moyens soulevés depuis la première instance.Pour que le juge d'appel puisse évoquer l'affaire il faut qu'il ait été saisi de conclusion sur le fond à défaut il devra renvoyer l'affaire devant une juridiction de première instance.
- L'effet dévolutif

Si le jugement de première instance ne souffre d’aucune irrégularité externe, l'appel remet la chose jugée en question devant la juridiction d'appel pour qu'il soit à nouveau statué en fait et en droit sur les points critiqués par les parties appelantes. C'est là la situation la plus ordinaire.
Les moyens des parties appelantes doivent montrer en quoi le jugement de première instance est erroné, les moyens des défendeurs en appel cherchent au contraire à justifier ce jugement. Il se peut bien sûr que certaines parties soient appelantes sur un point, et défenderesses sur un autre.
- Absence d’effet suspensif

L'appel des décisions des juridictions administratives n'a pas d’effet suspensif. Cependant, une partie peut demander que le jugement soit suspendu (Art. R.811-14 à R.811-19 du CJA).
- Les conclusions

Les conclusions des parties ne peuvent tendre à faire juger un autre litige que celui présenté en première instance, et le débat contentieux est déjà « cristallisé » (il est très tôt fixé dès la première instance). En ce sens, l'appel n'est pas une « voie d'achèvement du procès », comme il peut parfois sembler l'être devant le juge civil.
Bien sûr, les conclusions actualisant les montants d'un préjudice continu, ou les conclusions accessoires (telles celles sur le remboursement des frais d'avocat) sont autorisées.
- Les moyens

Le requérant initial ne peut présenter de moyens nouveaux que si ceux-ci reposent sur la même cause juridique que des moyens qu'il avait soulevés en première instance (moyens de légalité externe par exemple, ou moyens de légalité interne par exemple lors d'un recours en excès de pouvoir). Toutefois, les moyens d'ordre public (incompétence de l'auteur de l'acte attaqué par exemple) peuvent être soulevés à tout moment.

### Statistiques
Des statistiques retracent pour chaque cour d'appel ou pour l'ensemble de la justice française, son activité civile, pénale, en incluant l'activité des cours d'assises lorsque celles-ci siègent à la cour d'appel,,. 